# مقدار كا سكندر
مقدار كا سكندر (الهندية: मुकद्दर का सिकंदर) فيلم درامي هندي إنتاج عام 1978، تم إنتاجه وإخراجه من قبل براكاش ميهرا وهو الخامس من أفلام أميتاب باتشان التاسعة مع براكاش ميهرا، وسيناريو قادر خان، وفيجاي كول، ولاكسميكانت شارما. الفيلم من بطولة أميتاب باتشان، إلى جانب فينود خانا، راخي، رخا، أمجد خان، قادر خان، مايور راج فيرما ونيروبا روي. يحكي الفيلم قصة سكندر (الذي لعب دوره من قبل فيرما كطفل وأميتاب باتشان كشخص بالغ)، اليتيم الذي نشأ في أحياء بومباي الفقيرة.
كان مقدار كا سيكندر هو أعلى فيلم بوليوود ربحًا في عام 1978. كان أيضًا ثالث أكبر فيلم هندي في العقد، بعد شولاي وبوبي. كان مقدار كا سيكاندار أحد الأفلام الرائجة في الهند والاتحاد السوفيتي. خلال حفل توزيع جوائز فيلم فير السادس والعشرين، تم ترشيحه لتسع جوائز فيلم فير، بما في ذلك جائزة أفضل فيلم، لكنه لم يفز بأي فئة

## طاقم التمثيل
- أميتاب باتشان في دور سيكندر
- فينود خانا في دور فيشال أناند
- راخي في دور كامنا
- رخا في دور زهرة باي
- رانجيت في دور جي.دي.
- أمجد خان في دور ديلاوار
- نيروبا روي في دور فاطمة
- قادر خان في دور دارفيش بابا
- شريرام لاجو في دور رامناث
- غوغا كابور في دور غوغا
- رام سيتي في دور بياريلال
- مانموهان كريشنا في دور مدرس بيانو
- بايدي جاياراج في دور دكتور كابور
- يوسف خان في دور بول
- فيكاس أناند في دور مفتش شرطة
- سولوشانا لاتكار في دور أم فيشال
- ساندر في دور قائد للحافلة
- مايور راج فيرما في دور سيكندر (في مرحلة الصغر)

## ترشيحات الجائزة
| جائزة فيلم فير لأفضل فيلم               | Muqaddar Ka Sikandar                  | رُشِّح |
| جائزة فيلم فير لأفضل مخرج ‏              | براكاش ميهرا                          | رُشِّح |
| جائزة فيلم فير لأفضل ممثل               | أميتاب باتشان                         | رُشِّح |
| جوائز فيلم فير لأفضل ممثل مساعد ‏        | فينود خانا                            | رُشِّح |
| جائزة فيلم فير لأفضل ممثلة في دور ثانوي | ريخا                                  | رُشِّح |
| جائزة فيلم فير لأفضل أداء كوميدي ‏       | رام سيتي                              | رُشِّح |
| جوائز فيلم فير لأفضل قصة ‏               | اكسميكانت شارما                       | رُشِّح |
| جائزة فيلم فير لأفضل مغني أفلام ‏        | كيشور كومار عن "يا ساثي ري تيري بينا" | رُشِّح |
| جائزة فيلم فير لأفضل مغنية أفلام ‏       | آشا بهوسل عن "يا ساثي ري تيري بينا"   | رُشِّح |

## روابط خارجية
- مقدار كا سكندر على موقع IMDb (الإنجليزية)
- مقدار كا سكندر على موقع نتفليكس (الإنجليزية)
- مقدار كا سكندر على موقع قاعدة بيانات الفيلم (الإنجليزية)
- مقدار كا سكندر على موقع ليتربوكسد (الإنجليزية)
- مقدار كا سكندر على موقع كينوبويسك (الروسية)